# Christmas Tree Farm
"Christmas Tree Farm" là một bài hát Giáng Sinh của ca sĩ và nhạc sĩ sáng tác ca khúc Taylor Swift được sản xuất bởi chính cô và nhạc sĩ người Anh Jimmy Napes. Taylor Swift sáng tác "Christmas Tree Farm" vào ngày 1 tháng 12 năm 2019 trong kỳ nghỉ Giáng Sinh của mình và phát hành bài hát năm ngày sau đó vào ngày 6 tháng 12. Đĩa đơn đã lọt vào các bảng xếp hạng âm nhạc ở nhiều quốc gia, trong đó có Úc, Bỉ, Canada, Hungary, Ireland, Vương quốc Anh và Mỹ. Một video âm nhạc tổng hợp các video quay lại thời thơ ấu của Taylor Swift khi cô lớn lên trên một trang trại cây Giáng Sinh ở Pennsylvania, cũng được phát hành cùng với bài hát. Video có sự xuất hiện của chính Taylor Swift cũng như em trai và bố mẹ của cô. Taylor Swift đã biểu diễn bài hát tại các sự kiện Jingle Bell Ball của Capital FM năm 2019 ở London và Jingle Ball của iHeartRadio ở Thành phố New York; bản thu trực tiếp của màn biểu diễn thứ hai đã được phát hành trên các nền tảng âm nhạc số vào tháng 11 năm 2020. Một phiên bản "Old Timey" của bài hát cũng đã được phát hành.

## Bảng xếp hạng
| Bảng xếp hạng (2019–2024)              | Thứ hạng cao nhất |
| -------------------------------------- | ----------------- |
| Úc (ARIA)                              | 49                |
| Áo (Ö3 Austria Top 40)                 | 50                |
| Bỉ (Ultratop 50 Flanders)              | 23                |
| Canada (Canadian Hot 100)              | 40                |
| Canada AC (Billboard)                  | 8                 |
| Canada CHR/Top 40 (Billboard)          | 49                |
| Canada Hot AC (Billboard)              | 35                |
| Croatia (HRT)                          | 13                |
| Châu Âu Digital Song Sales (Billboard) | 16                |
| Pháp (SNEP)                            | 96                |
| Đức (GfK)                              | 60                |
| Thế giới Global 200 (Billboard)        | 102               |
| Hungary (Single Top 40)                | 29                |
| Ireland (IRMA)                         | 51                |
| Hà Lan (Single Tip)                    | 1                 |
| New Zealand Hot Singles (RMNZ)         | 9                 |
| Scotland (OCC)                         | 16                |
| Tây Ban Nha (PROMUSICAE)               | 83                |
| Sweden Heatseeker (Sverigetopplistan)  | 8                 |
| Thụy Sĩ (Schweizer Hitparade)          | 93                |
| Anh Quốc (OCC)                         | 44                |
| Hoa Kỳ Billboard Hot 100               | 59                |
| Hoa Kỳ Adult Contemporary (Billboard)  | 3                 |
| Hoa Kỳ Adult Pop Airplay (Billboard)   | 40                |
| US Holiday 100 (Billboard)             | 19                |
| US Rolling Stone Top 100               | 65                |

| Bảng xếp hạng (2019–2022)             | Thứ hạng cao nhất |
| ------------------------------------- | ----------------- |
| Thế giới Global 200 (Billboard)       | 98                |
| Sweden (Sverigetopplistan)            | 84                |
| Hoa Kỳ Adult Contemporary (Billboard) | 22                |
| Hoa Kỳ Billboard Hot 100              | 62                |
| US Holiday 100 (Billboard)            | 46                |

## Chứng nhận
| Quốc gia                                                    | Chứng nhận | Số đơn vị/doanh số chứng nhận |
| ----------------------------------------------------------- | ---------- | ----------------------------- |
| Úc (ARIA)                                                   | Gold       | 35.000‡                       |
| Anh Quốc (BPI)                                              | Silver     | 200.000‡                      |
| ‡ Chứng nhận dựa theo doanh số tiêu thụ và phát trực tuyến. |            |                               |